# Furnari
Furnari település Olaszországban, Szicília régióban, Messina megyében. Lakosainak száma 4003 fő (2023. január 1.). Furnari Falcone, Terme Vigliatore, Mazzarrà Sant’Andrea és Tripi községekkel határos.

## Népesség
A település lakossága az elmúlt években az alábbi módon változott:
| Lakosok száma | 3803 | 3804 | 4003 |
|               | 2017 | 2018 | 2023 |